# 王岗站

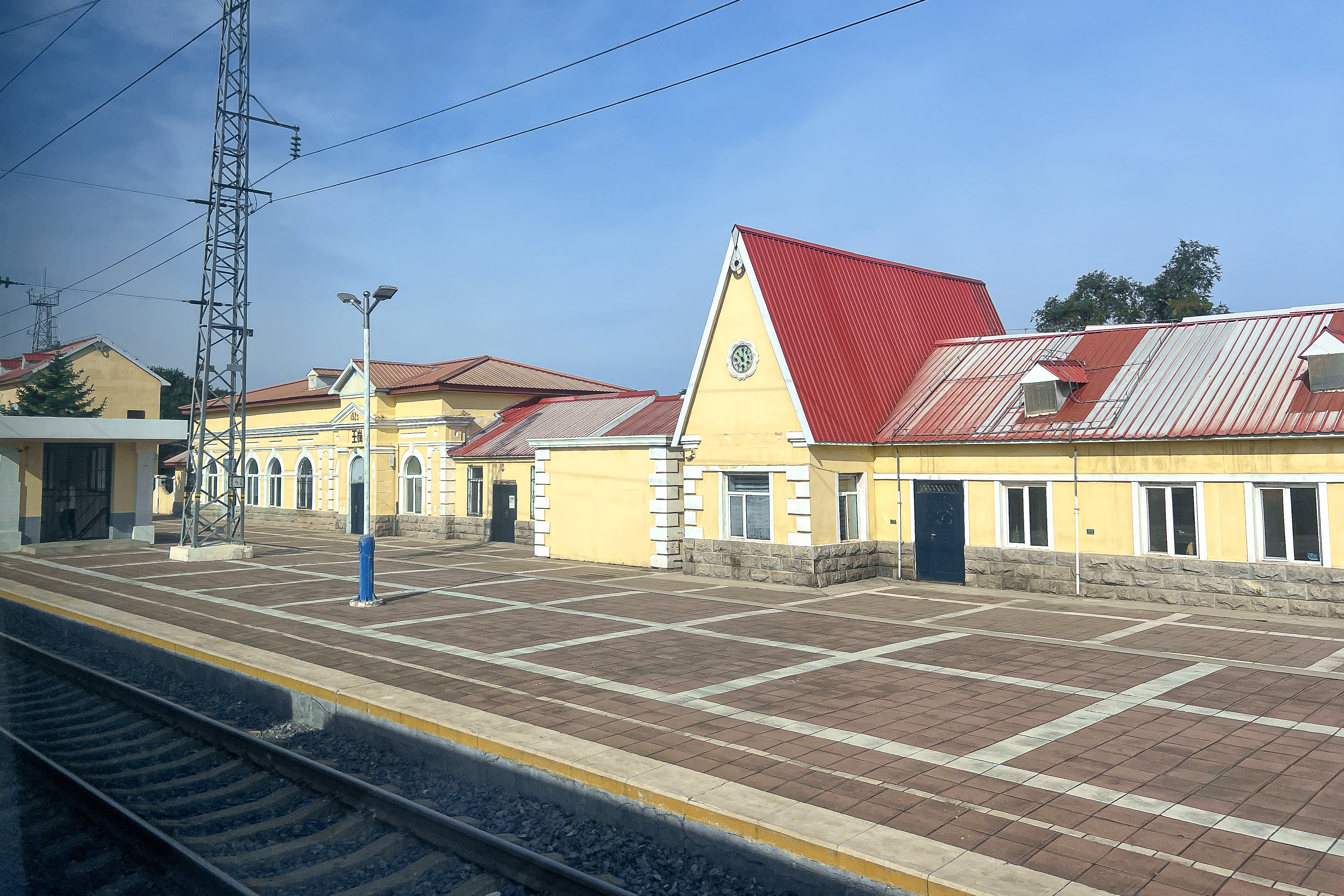
原有站房

王岗站是京哈铁路、王孙铁路、王万铁路上的一个铁路车站，位于黑龙江省哈尔滨市南岗区王岗镇，建于1904年，目前为四等站，邮政编码为150088。目前客运：办理旅客乘降；行李、包裹托运；货运：办理整车货物发到；零担仅办理直达整零发到；不办理整车爆炸品及一级氧化剂发到。